# Apatania sarkandensis
Apatania sarkandensis är en nattsländeart som beskrevs av Ivanov 1991. Apatania sarkandensis ingår i släktet Apatania och familjen Apataniidae. Inga underarter finns listade i Catalogue of Life.